# CNIM Systèmes Industriels
 (février 2025).
La mise en forme du texte ne suit pas les recommandations de Wikipédia : il faut le « wikifier ».
Les points d'amélioration suivants sont les cas les plus fréquents :
- Les titres sont pré-formatés par le logiciel. Ils ne sont ni en capitales, ni en gras.
- Le texte ne doit pas être écrit en capitales (les noms de famille non plus), ni en gras, ni en italique, ni en « petit »…
- Le gras n'est utilisé que pour surligner le titre de l'article dans l'introduction, une seule fois.
- L'italique est rarement utilisé : mots en langue étrangère, titres d'œuvres, noms de bateaux, etc.
- Les citations ne sont pas en italique mais en corps de texte normal. Elles sont entourées par des guillemets français : « et ».
- Les listes à puces sont à éviter, des paragraphes rédigés étant largement préférés. Les tableaux sont à réserver à la présentation de données structurées (résultats, etc.).
- Les appels de note de bas de page (petits chiffres en exposant, introduits par l'outil «  Source ») sont à placer entre la fin de phrase et le point final[comme ça].
- Les liens internes (vers d'autres articles de Wikipédia) sont à choisir avec parcimonie. Créez des liens vers des articles approfondissant le sujet. Les termes génériques sans rapport avec le sujet sont à éviter, ainsi que les répétitions de liens vers un même terme.
- Les liens externes sont à placer uniquement dans une section « Liens externes », à la fin de l'article. Ces liens sont à choisir avec parcimonie suivant les règles définies. Si un lien sert de source à l'article, son insertion dans le texte est à faire par les notes de bas de page.
- La présentation des références doit suivre les conventions bibliographiques. Il est recommandé d'utiliser les modèles {{Ouvrage}}, {{Chapitre}}, {{Article}}, {{Lien web}} et/ou {{Bibliographie}}. Le mode d'édition visuel peut mettre en forme automatiquement les références.
- Insérer une infobox (cadre d'informations à droite) n'est pas obligatoire pour parachever la mise en page.

Pour une aide détaillée, merci de consulter Aide:Wikification.
Si vous pensez que ces points ont été résolus, vous pouvez retirer ce bandeau et améliorer la mise en forme d'un autre article.
CNIM Systèmes Industriels est un équipementier et ensemblier industriel français présent à l’échelle internationale. Installée depuis 1856 à La Seyne-sur-Mer, l’entreprise intervient dans les domaines de la défense, du nucléaire et de l’industrie de pointe.

## Activité
CNIM Systèmes Industriels dispose de capacités de conception, d’industrialisation, de fabrication, d’assemblage et de qualification sur ses propres sites. Ses moyens de production et de qualification sont adaptés aux pièces de grande dimension et de haute précision,.
L’entreprise intervient sur des marchés de souveraineté : la défense, le nucléaire, l'aérospatial, les semi-conducteurs et les grands instruments scientifiques.
En matière de Défense et de sécurité, CNIM Systèmes Industriels propose des solutions tactiques et logistiques aux forces armées. Parmi celles-ci, des systèmes de franchissement (dont le Pont Flottant Motorisé - PFM et le SPRAT), des robots terrestres (ROCUS), des véhicules spéciaux, des conteneurs d’objets sensibles et des équipements navals.
Concernant la branche Nucléaire, CNIM Systèmes Industriels conçoit et fabrique des équipements pour des installations nucléaires et intervient sur l’ensemble du cycle du combustible. L’entreprise développe notamment des systèmes de manutention sécurisés (par exemple pour Posiva), et fabrique des équipements complexes / équipement sous pression nucléaire (par exemple, le bloc pile du réacteur Jules Horowitz).
CNIM Systèmes Industriels réalise également des pièces complexes pour l’aérospatial, les semi-conducteurs et les grands instruments scientifiques.
L’entreprise possède des moyens d’usinage grande dimension (fraisage, tournage, alésage), de soudage par faisceau d’électrons, d’intégration en salle propre et de métrologie. Elle dispose aussi d’un outil industriel adapté à différents matériaux : métaux, composite, et polyuréthane.

## Historique
CNIM Systèmes Industriels hérite d'une histoire de près de 170 ans.
Celle-ci a débuté en janvier 1856 à La Seyne-sur-Mer, avec l’expansion des chantiers navals et la création de la Société Nouvelle des Forges et Chantiers de la Méditerranée (FCM). Cette structure, alors étatique, est spécialisée dans la construction navale et notamment dans les navires de guerre.
Au fil des années, les chantiers se diversifient. Les Forges et Chantiers de la Méditerranée, au-delà du naval, s’impliquent désormais dans les programmes majeurs de la Défense française (construction de chars) et de la dissuasion (développement de tubes lance-missiles pour les sous-marins lanceurs d’engins).
A partir de janvier 1966, le groupe Herlicq entre progressivement au capital de la Société Nouvelle des Forges et Constructions de la Méditerranée qui devient une entreprise privée. Celle-ci est rebaptisée CNIM (Constructions Navales et Industrielles de la Méditerranée).
Des années plus tard, CNIM crée la division CNIM Systèmes Industriels, spécialisée dans les secteurs de pointe de l’industrie : Défense, Dissuasion, Nucléaire, Spatial, Grands instruments scientifiques et Semi-conducteurs. Un grand nombre de projets ont vu le jour durant cette période, ils sont à retrouver dans la rubrique « Réalisations ».
À la suite des difficultés financières et de la liquidation du Groupe CNIM, la division CNIM Systèmes Industriels est rachetée par le Groupe REEL, en septembre 2022. REEL est un industriel international, familial et indépendant, fondé il y a plus de 75 ans et basé à Lyon. Le groupe REEL est spécialisé dans les systèmes de levage et de manutention complexes ainsi que dans les solutions de systèmes intégrés en environnements difficiles.
Aujourd’hui, la filiale CNIM Systèmes Industriels se positionne en tant qu’acteur majeur de l’industrie de pointe en France. Toujours basée à La Seyne sur Mer, elle dispose de 45 000m2 d’ateliers intérieurs et 2 700m2 de salle propre. En 2025, elle compte environ 450 collaborateurs.

## Réalisations
- 2024 : Livraison des trois machines de manutention de combustibles en stockage profond pour Posiva
- 2023 : La Direction Générale de l'Armement qualifie une nouvelle version du SPRAT[8] de CNIM Systèmes Industriels.
- 2023 : Livraison de la première pièce du projet Spent Fuel Cask pour la centrale nucléaire d'Hinkley point C
- 2023 : 50ème pièce livrée au géant des semi-conducteurs, ASML
- 2022 : CNIM Systèmes Industriels remporte le contrat de fabrication de PFM pour l'Armée Polonaise[9]
- 2019 : Entrée dans le marché des semi-conducteurs avec la fabrication série de châssis de machines
- 2016 : Fabrication de 2km de membrane d’étanchéité en polyuréthane pour assurer le confinement radioactif de la centrale de Tchernobyl
- 2013 : Fabrication de 8 joints tournants de plusieurs tonnes pour SBM Offshore
- 2013 : Fabrication du cœur du réacteur Jules Horowitz pour TechnicAtome
- 2012 : Fabrication de pièces très grande dimension : 35 plaques radiales pour le réacteur ITER[10],[11]
- 2008 : 1er prototype du navire amphibie de débarquement L-CAT. Aujourd’hui 10 sont en service dans la Marine Nationale Française
- 2004 : Début du partenariat avec Ariane Group pour la fabrication des carters de tuyères des boosters des lanceurs Ariane 5
- 1997 : Fabrication de 404 modules de 15m de long pour former 6 km de chambre sous vide poussé pour l’interféromètre VIRGO
- 1987 : Développement d’un nouveau tube lance-missiles pour la direction des constructions navales
- 1982 : Premier contrat d’escaliers mécaniques pour le métro de Hong Kong
- 1981 : Construction d’un Pont Flottant Motorisé pour l’armée française
- 1967 : Réalisation d’un système lance-missiles pour le premier sous-marin lanceur d’engins, le Redoutable
- 1917 : Construction des premiers chars français
- 1881 : Construction du premier sous-marin de la flotte française, Le Gymnote
- 1859 : Construction de la première frégate cuirassée à vapeur et à hélice